# Vannes-le-Châtel
Vannes-le-Châtel é uma comuna francesa na região administrativa de Grande Leste, no departamento de Meurthe-et-Moselle. Estende-se por uma área de 17,3 km². Em 2010 a comuna tinha 561 habitantes (densidade: 32,4 hab./km²).